# کارن تاچر
کارن تاچر (انگلیسی: Karen Thatcher؛ زادهٔ ۲۹ فوریهٔ ۱۹۸۴) بازیکن هاکی روی یخ اهل ایالات متحده آمریکا است.